# 埃姆利希海姆
埃姆利希海姆（德語：Emlichheim，發音：[ˈɛmlɪçˌhaɪm]）是德国下萨克森州本特海姆伯国县的市镇，北临荷兰，面积48.65平方千米，2023年12月31日人口为7,648人。